# Prostitute
Prostitute – czwarty album studyjny niemieckiej grupy rockowo – synth popowej Alphaville, który został wydany 26 sierpnia 1994.

## Lista utworów
1. "The Paradigm Shift" – 3:47
2. "Fools" – 3:53
3. "Beethoven" – 5:25
4. "Ascension Day" – 5:45
5. "The Impossible Dream" – 4:49
6. "Parade" – 3:40
7. "Ain't It Strange" – 5:23
8. "All in the Golden Afternoon" – 3:35
9. "Oh Patti" – 1:46
10. "Ivory Tower" – 3:16
11. "Faith" – 3:56
12. "Iron John" – 3:44
13. "The One Thing" – 3:55
14. "Some People" – 4:37
15. "Euphoria" – 7:05
16. "Apollo" – 6:10